# Husje
Husje is een plaats in de gemeente Karlovac in de Kroatische provincie Karlovac. De plaats telt 201 inwoners (2001).